# Miljan Goljović
Miljan Goljović (Raška, 27 agosto 1971) è un ex cestista sloveno, fino al 1992 jugoslavo.

## Palmarès

### Squadra
- Campionato turco: 1

Ülkerspor: 2000-2001
- Coppa del Presidente: 1

Ülkerspor: 2002
- Coppa di Turchia: 1

Ülkerspor: 2002-2003
- Campionato austriaco: 1

Panthers Fürstenfeld: 2008
- Coppa d'Austria: 1

Panthers Fürstenfeld: 2009

### Individuale
- All-Star Game sloveno: 3-point Contect Winner (1997, 1999)
- Miglior marcatore campionato sloveno (1998)
- Player of the year del campionato sloveno (1999)